# Sagitta
Sagitta ou seta é uma constelação fracamente visível, porém distinta, do hemisfério celestial norte. O genitivo, usado para formar nomes de estrelas, é Sagittae.
A gigante vermelha Gamma Sagittae é a estrela mais brilhante da constelação, com uma magnitude aparente de 3.47. Foram encontrados planetas em dois dos seus sistemas estelares.

## Mitologia
Sagitta, segundo a mitologia, teria sido a flecha usada por Apolo para matar os Cíclopes.